# Felice Gremo
Felice Gremo (Torino, 23 dicembre 1901 – Santena, 6 febbraio 1994) è stato un ciclista su strada italiano.
Professionista tra il 1927 e il 1934, fratello minore di Angelo.

## Carriera
Si distinse come fondista e come gregario di Alfredo Binda. Vinse il Grand Prix de la Victoire a Nizza nel 1927 e nel 1929, il Giro della Provincia di Reggio Calabria nel 1928 e nel 1929, la Milano-Modena nel 1929, il Gran Premio di Nizza nel 1931 e il Trophée Colimet nel 1932. Partecipò a cinque edizioni del Giro d'Italia, concludendo tre volte nei primi dieci: settimo nel 1930, nono nel 1931 e nel 1932. Nel 1930 e nel 1931 partecipò al Tour de France, ritirandosi in entrambe le edizioni.

## Palmarès
- 1926 (dilettanti)

Giro del Sestriere
- 1927 (Legnano, una vittoria)

Grand Prix de la Victoire
- 1928 (Legnano, una vittoria)

Classifica generale Giro della Provincia di Reggio Calabria
- 1929 (Ideor, cinque vittorie)

Coppa Val Maira
Grand Prix de la Victoire
Giro del Sestriere
Milano-Modena
Classifica generale Giro della Provincia di Reggio Calabria
- 1931 (Legnano, una vittoria)

Gran Premio di Nizza
- 1932 (Legnano, una vittoria)

Trophée Colimet

## Piazzamenti

### Grandi giri
- Giro d'Italia

1930: 7º
1931: 9º
1932: 9º
1932: 15º
- Tour de France

1930: ritirato (7ª tappa)
1931: ritirato (22ª tappa)

### Classiche monumento
- Milano-Sanremo

1930: 26º
1931: 25º
1932: 33º
- Giro di Lombardia

1927: 14º
1929: 4º
1931: 11º
1933: 27º